# Andrew Charlton
Andrew Charlton   (municipi de North Sydney, 12 d'agost de 1907 - Avalon Beach, 10 de desembre de 1975), també conegut com a Boy Charlton, va ser un nedador australià que va disputar tres edicions dels Jocs Olímpics.
Charlton va néixer a Crows Nest, un suburbi de Sydney. Es va donar a conèixer en el món de la natació el 1921, quan guanyà la cursa de les 440 iardes lliures organitzat per la New South Wales Swimming Association. La seva joventut el va dur a ser conegut com a "Boy". El 1922 William Harris, medalla de bronze dels 100 metres lliures dels Jocs d'Anvers de 1920, va anar a Austràlia per enfrontar-se a gent com Frank Beaurepaire i Moss Christie. Charlton va derrotar a Harris en els Campionats de Nova Gal·les del Sud, guanyant els 440 iardes i posteriorment va establir un rècord mundial en les 880 iardes lliures, a més de guanyar la cursa de la milla.
El 1923 Charlton, de tan sols 15 anys, va nedar per primera vegada contra Beaurepaire, que havia guanyat 35 campionats australians i havia establert 15 rècords mundials. Charlton va guanyar les 440 iardes lliures amb uns dos metres d'avantatge sobre Beaurepaire. El 1924 es va enfrontar a Arne Borg, posseïdor en aquells moments de quatre rècords mundials. Charlton va guanyar les 440 iardes, igualant el rècord mundial de Borg. Es tornaren a enfrontar en les 880 i 220 iardes, amb noves victòries de Charlton, en la primera cursa establint el seu primer rècord mundial i en la segona un rècord australià.
El 1924, a París, va disputar tres proves del programa de natació. Va guanyar la medalla d'or en els 1.500 m. lliures, la de plata en els 4x200 metres lliures, on va fer equip amb Frank Beaurepaire, Moss Christie, Ernest Henry i Ivan Stedman; i la de bronze en els 400 metres lliures. Quatre anys més tard, als Jocs d'Amsterdam, va disputar dues proves del programa de natació. En ambdues, els 1.500 metres i els 400 metres lliures, guanyà la medalla de plata. La tercera i darrera participació en uns Jocs fou el 1932, a Los Angeles, on disputà dues proves del programa de natació. Fou sisè en els 400 metres lliures, mentre en els 1.500 metres lliures quedà eliminat en semifinals.
El 1972 va ser incorporat a l'International Swimming Hall of Fame.